# Neric Wei
Neric Wei (Guangdong, 21 maart 1981) is een Chinees autocoureur.

## Carrière
Wei begon zijn autosportcarrière in 2010 in het Zhuhai Pan Delta Super Racing Festival. Hij won het kampioenschap drie seizoenen op een rij in respectievelijk de B-klasse, de hoofdklasse en de A-klasse. In 2013 maakte hij de overstap naar de Lotus Interport Cup Series en werd kampioen. Dat jaar maakte hij ook zijn debuut in de Aziatische categorie van de Aziatische Formule Renault Challenge en eindigde het seizoen als vijfde. Later dat jaar werd hij vierde in de Macau Lotus Greater China Race. In 2014 keerde hij terug in de Aziatische Formule Renault en verbeterde zichzelf naar een derde plaats. In 2015 stapte hij over naar de B-klasse van het kampioenschap en werd twaalfde.
In 2016 maakte Wei de overstap naar de nieuwe Asian Le Mans Series Sprint Cup en werd kampioen in de CN-klasse. Na afloop van dit seizoen stapte hij over naar de TCR Asia Series, waarin hij vanaf het derde raceweekend op het Shanghai International Circuit reed voor het team Son Veng Racing Team in een Volkswagen Golf GTI TCR. Later dat seizoen maakte hij ook zijn debuut in de TCR International Series en reed in het raceweekend op het Marina Bay Street Circuit opnieuw voor Son Veng in een Volkswagen. In de eerste race eindigde hij als vijftiende, maar in de tweede race werd hij gediskwalificeerd nadat zijn team de reglementen had overtreden.